# 馬西莫·卡恰里
馬西莫·卡恰里（義大利語：Massimo Cacciari，1944年6月5日—) 是意大利哲學家、政治家。他自1993-2000年以及2005-2010年兩度擔任威尼斯市長。

## 生平
卡恰里出生于威尼斯，1967年毕业于帕多瓦大学哲学系，并在该校获得博士学位，其博士论文以伊曼努尔·康德的《判断力批判》为研究对象。1985年，他出任威尼斯建筑学院美学教授。2002年，他在米兰圣拉斐尔生命健康大学创建哲学系，并于2005年担任该系主任。卡恰里创办了多本哲学期刊，并发表了以"否定性思想"为核心的论著，其思想深受弗里德里希·尼采、马丁·海德格尔和路德维希·维特根斯坦等哲学家的影响。
1980年代，卡恰里曾与意大利先锋派当代/古典音乐作曲家路易吉·诺诺合作。作为反抗资产阶级文化结构的政治活动家，诺诺在其作品《呼吸的清澈》、《我》以及歌剧《普罗米修斯》中采用了卡恰里编排的哲学性歌词。
卡恰里早年曾短暂加入激进左翼工人政党"工人力量"，后转入意大利共产党。1970年代，他担任意共威尼托大区工业政策负责人，并于1976年当选意大利众议院议员，期间（1976-1983年）在议会工业委员会任职。
恩里科·贝林格逝世（1984年）后，卡恰里退出共产党并转向温和立场，但始终未脱离中左翼联盟。1993年他当选威尼斯市长，任期至2000年。尽管曾被推举为后来更名为橄榄树联盟的全国领导人候选，但2000年威尼托大区主席选举的失利使这一可能性消退。2005年，卡恰里出人意料地再次参选威尼斯市长，并以微弱优势击败前检察官费利斯·卡松——正是这位检察官曾在1996年凤凰剧院火灾事件中以玩忽职守罪起诉过卡恰里市长，而后者最终被判无罪。

## 著述

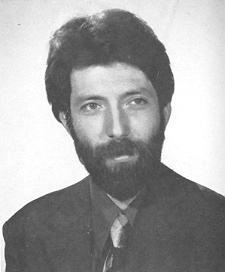
1976年的马西莫·卡恰里

在其早期著作（《危机》Krisis，1976；《否定性思维与理性化》Pensiero negativo e razionalizzazione，1977）中，马西莫·卡恰里发展了其思想体系。该体系从弗里德里希·尼采、路德维希·维特根斯坦和马丁·海德格尔的思想出发，确认了"古典辩证理性的终结，以及'否定性思维'全面、建设性、重构性（而非破坏性）的涌现"。
通过对维也纳和中欧文化的分析——这些文化形成于19至20世纪资本主义体系重大变革的背景下——卡恰里识别出一个无法向现代性开放的反动社会，该社会以虚无主义为特征，这是黑格尔-马克思主义学派辩证法思想失败的终极表现。在此背景下产生的否定性思维（Negatives Denken）自叔本华始看似与非理性主义相连，但实际上它是西方形而上学传统的最终结果。该传统试图通过自由意志来克服所有矛盾和存在本身的否定性——尼采一贯否认这种自由意志，而它却仍存在于叔本华的禁欲主义中，作为从生活痛苦中解放的工具。
西方形而上学的危机也体现在对技术的信任中，这是对理性的傲慢颂扬，反而揭示了本应指导人类进步的终极道德价值的根本失败："技术实现了现代形而上学的隐含方向——但在实现过程中也批判并清算了其核心理念[原始基础]"，即价值的确定性。由此产生了一个以价值虚无和哲学终结为特征的时代，哲学如今"完全转向过去，转向'理性'之前"
随着否定性思维的出现，人们终于"从知识的极权主义理想中解放出来，不再依赖于一个固定的、不变的、理性发现其规律的自然秩序，而是创造性地介入，在多重知识中为事物赋予秩序"。
在其最基础的著作——《论开端》Dell'inizio、《论终极事物》Della Cosa Ultima和《哲学迷宫》Labirinto Filosofico——中，卡恰里将哲学思考与神学思考交织在一起，几乎追溯到了柏拉图的解释传统。既然哲学已经专业化并分裂为一系列特定领域，"思考"在其最初的意义上意味着什么？卡恰里在将"开端"概念置于"上帝-存在"（Deus-Esse）这一观念中的哲学-神学传统中寻找答案。
早在其哲学著作的第一部《论开端》中，卡恰里就将自己置于与埃马努埃莱·塞韦里诺互补且截然相反的立场：前者强调被起源者的偶然性，后者则强调起源的永恒唯一性。对卡恰里而言，起源是非逻辑的开端，始终保持着不作为某物（异于自身）之开端、否定自身作为开端的可能性，因此根本不存在任何被起源者；而根据塞韦里诺的观点，起源是意义的逻辑-必然性结构，其内容就是存在的一切，因此从未存在、也永远不会存在任何不是由这一唯一初始整体所起源的存在者。
根据塞韦里诺的观点，上帝和命运的真实性胜过其全能性，这意味着战胜敌人从一开始就是不可避免且理所当然的，而上帝逃避敌人并堕入虚无（其对立面）则是不可能的。
在《不动的推动者》Il motore immobile中，他表明哲学家的上帝是亚里士多德的不动的推动者，并阐明它不仅是所有存在者的目的因，也是动力因。

### 政治立场
卡恰里多次表达对总统制的支持，并批评了意大利民主党的初选制度。
在2016年意大利宪法改革公投期间，他宣称尽管认为这是"一个狗屁改革"，但仍会投赞成票。